# Майдан (Воєводина)
Майда́н (серб. Мајдан) — село в Сербії, належить до громади Новий Кнежеваць Північно-Банатського округу автономного краю Воєводина.
Село розташоване біля кордону з Румунією, на північно-західній околиці села Банатське Аранджелово.

## Населення
Населення села становить 292 особи (2002, перепис), з них:
- угорці — 86,0%
- серби — 5,5%
- цигани — 4,1%
- югослави — 1,4%
- хорвати — 1,0%,

живуть також македонці.